# 愛慾
愛慾（あいよく）は、武者小路実篤による戯曲。1926年1月の『改造』第八巻一号に掲載される。同年3月には単行本『愛慾』が改造社より刊行された。

## あらすじ
せむしの画家である英次は、いつか自分の仕事の成功することを夢見ていた。英次の妻千代子は「束縛されたい」「自由になりたい」という相反する願望を持つ人間であり、そのため英次は苦しめられることとなる。英次の兄で人気役者であった信一の元に千代子が逃げていくことを恐れ、英次は千代子を殺してしまう。しかし信一や友人小野寺の助けにより、英次はこの先も仕事とともに生きていくこととなった。

## 登場人物
- 英次…せむしの画家。稼ぎが無く、兄信一に養ってもらっている。妻である千代子の関係がうまくいかずに苦悩を抱いている。
- 千代子…英次の妻。英次に束縛されたいと願う一方、英次の元から自由になりたいという相反する願望を持っている。
- 信一…英次の兄であり、人気役者。自分の元へやって来た千代子を、弟英次に紹介する。かなりの色魔らしい。
- 小野寺…英次の友人。英次たち夫婦の関係を見守り、いつも気にかけている。
- 芳子…小野寺の妻。英次を「気味がわるい」、千代子を「いゝ方」、信一を「色魔」と評する。
- 小野寺家の女中…第二幕にのみ登場。小野寺夫婦に郵便や来客を告げる。
- 女…「悪夢の場」にて登場した、目も鼻もない女。
- 男…千代子の遺体を入れた支那カバンを持って退場した二人組の男。

## 演劇としての「愛慾」

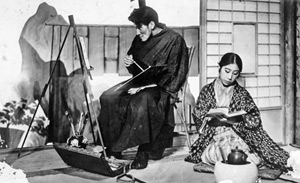
築地小劇場の初演（1926年）
英次を演ずる友田恭助と千代子を演ずる山本安英

武者小路実篤の戯曲作品は多くが実際に劇場等で演じられている。なかでも「愛慾」は発表された年の7月には築地小劇場にて、土方与志の演出によって上演されており、当時の注目度の高さがうかがえる。